# NGC 4997
NGC 4997 este o galaxie lenticulară situată în constelația Fecioara. A fost descoperită în 28 martie 1878 de către Sherburne Wesley Burnham⁠(d).